# Протопорфириноген IX оксидаза
Протопорфириноген IX оксидаза, также протопорфириноген оксидаза (сокр. ППГ-IX-оксидаза) — фермент (1.3.3.4) из семейства оксидазы (класс оксидоредуктазы), катализирует реакцию окисления протопорфориногена IX до протопорфирина IX, путём отщепления 6 атомов водорода по схеме:
протопорфириноген IX + 3O2 → протопорфирин IX + 3H2O2
Данная реакция является седьмой в биосинтезе гема и протекает в матриксе митохондрий.
Фермент является флавопротеином и использует ФАД в качестве простетической группы.
У человека фермент кодируется геном PPOX, который локализован на длинном плече (q-плече) 1-хромосомы. Длина полипептидной цепи белка составляет 477 аминокислот, а молекулярная масса — 50 765 Да. Данный фермент является мишенью некоторых гербицидов.

## Функции
PPOX — это ген, который кодирует предпоследний фермент биосинтеза гема, катализирующий 6-электронное окисление протопорфириногена IX с образованием протопорфирина IX. Данный белок представляет собой флавопротеин, связанный с внешней поверхностью внутренней митохондриальной мембраны.

## Клиническое значение
Вариегатная порфирия является генетическим заболеванием, которое наследуется  по аутосомно-доминантному типу и вызывается мутациями в гене PPOX. В гене PPOX выявлено более 100 мутаций, которые могут вызывать вариегатную порфирию. Одна мутация — замена аминокислоты триптофана на аргинин в позиции 59 (также пишется как Arg59Trp или R59W) — встречается примерно в 95 % южноафриканских семей с вариегатной порфирией. Мутации, происходящие в гене PPOX снижают активность фермента, экспрессируемым этим геном, что позволяет накапливаться в организме побочным продуктам биосинтеза гема, например, протопорфириногена IX, который в коже под действием солнечных лучей превращается в токсичный протопорфирин, способный вызвать фотодерматит, сопровождаемый эрозивно-язвенными повреждениями и буллёзной сыпью (медленно заживляемые). Такое накопление в сочетании с негенетическими факторами (такими, как приём некоторых лекарств, алкоголя и диета) вызывает данный тип порфирии.

## Ингибиторы
Ингибирование протопорфириноген оксидазы является механизмом действия ряда коммерческих гербицидов, в том числе нитрофениловых эфиров ацифлуорфена и фомесафена, а также пиримидинидионов бутафенацила и сафлуфенацила. Визуальными результатами обработки растений являются хлороз и усыхание. Повреждения вызываются накоплением в клетках растений протопорфирина IX, ингибирующего ППГ-IX-оксидазу на пути биосинтеза тетрапирролов. Это мощный фотосенсибилизатор, активирующий кислород, что приводит к перекисному окислению липидов. Для того чтобы этот процесс привёл к гибели растения, необходимы как свет, так и кислород.